# Shoranur
Shoranur es una ciudad y  municipio situada en el distrito de Palakkad en el estado de Kerala (India). Su población es de 43533 habitantes (2011). Se encuentra a orillas del río Bharathapuzha, a 47 km de Palakkad y a 31 km de Thrissur.

## Demografía
Según el censo de 2011 la población de Shoranur era de 43533 habitantes, de los cuales 20757 eran hombres y 22776 eran mujeres. Ottappalam tiene una tasa media de alfabetización del 95,19%, superior a la media estatal del 94%. la alfabetización masculina es del 97,15%, y la alfabetización femenina del 93,42%.